# 信義育幼院

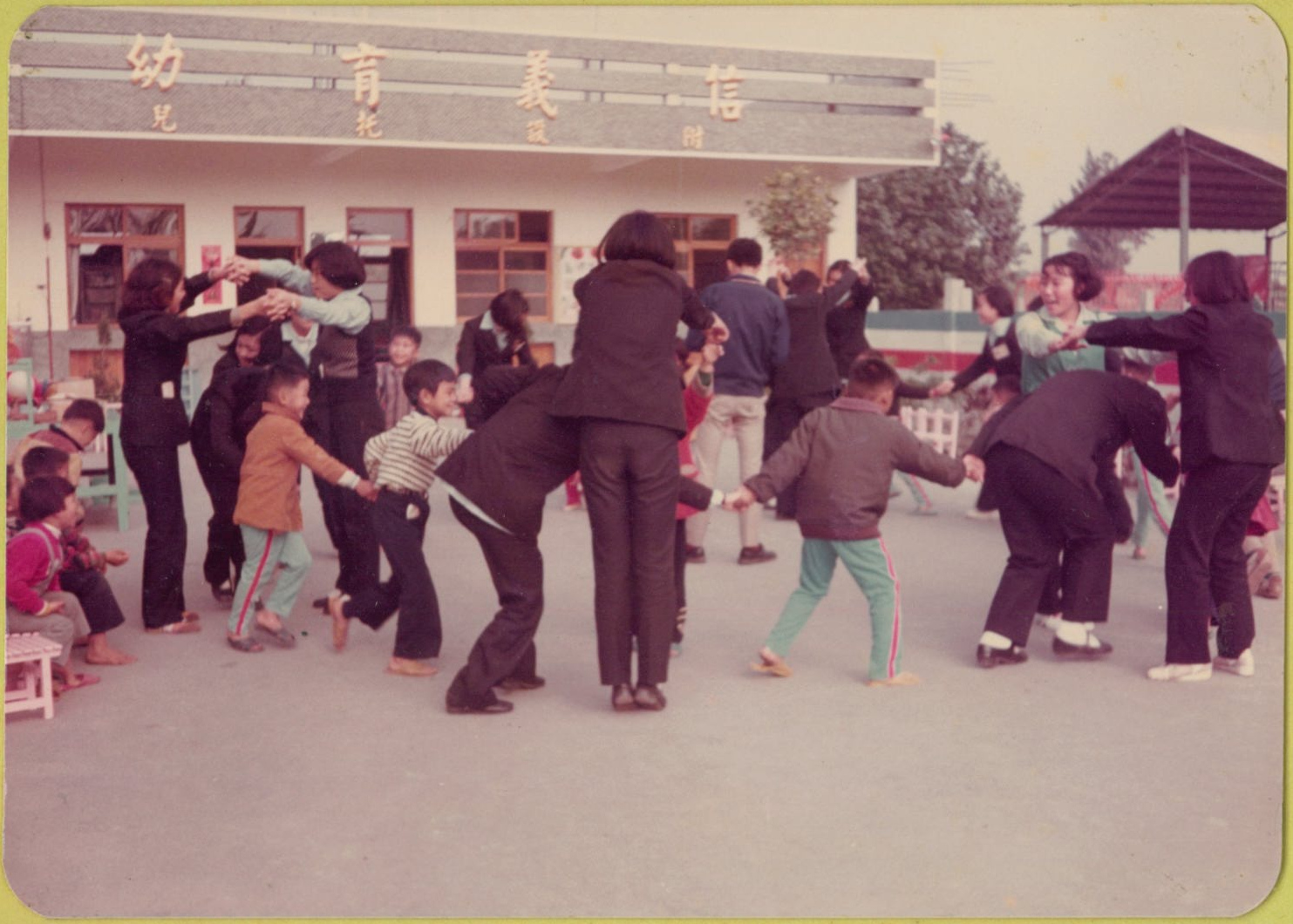
1980年代，虎尾高中慈光社至西螺信義育幼院服務。（虎尾高中校史室老照片）

信義育幼院（全稱財團法人雲林縣私立信義育幼院）是臺灣雲林的一所育幼院，原院址位在西螺鎮，2010年代才遷至斗南鎮現址。
其創辦人韓恩榮原從事第二級產業，因信仰一貫道後肺病痊癒而投入教務，1948年至臺灣傳道後力行慈善，先後創辦信義育幼院（1979年成立）、埔里光明仁愛之家（養老院，1981年成立）等機構。這兩個慈善單位在韓恩榮逝世後，由陳鴻珍接任董事長，納入一貫道發一崇德單位之下。